# アルプスの若大将
『アルプスの若大将』（アルプスのわかだいしょう、英題：It Started in the Alps）は、加山雄三主演の日本映画。若大将シリーズの第7弾。1966年5月28日公開。東宝製作。併映は『クレージーだよ奇想天外』（主演：谷啓（クレージーキャッツ））。

## 配役
- 田沼雄一 - 加山雄三

京南大学建築学部、スキー部
- 岸澄子 - 星由里子

パン・アメリカン航空勤務、ローマ事務所・東京事務所
- 石山新次郎 - 田中邦衛
- 江口敏 - 江原達怡
- 田沼久太郎 - 有島一郎
- 田沼りき - 飯田蝶子
- 田沼照子 - 中真千子
- リ・シェンヌ - イーデス・ハンソン
- 清水知子 - 若林映子
- 赤田 - 荒木保夫
- 山下教授 - 北竜二
- ブルージーンズ（寺内タケシは未出演）
- 特別出演 - トニー・ザイラー
- 特別出演 - デビッド・ジョーンズ
- 苗場スキー場所属のプロスキーヤー - ジャニーヌ・モンテラン
- 苗場スキー場所属のプロスキーヤー - 井上恵三
- 苗場スキー場所属のプロスキーヤー - 園部勝

## 概要
『銀座の若大将』以来、久々に若大将シリーズでスキーを取り上げた作品。加山は俳優デビュー前の1959年・1960年の国民体育大会（国体）にスキーで出場したことがあり、終盤に苗場スキー場で開催される大会ではスタント無しで滑る・飛ぶシーンが見られる。
また『ハワイの若大将』に引き続いて今はなきパンアメリカン航空（以下「パンナム」）とのタイアップ作品でもあり、今回はマドンナ役の澄子がパンナム社員という設定で、同社の極東地区広報支配人だったデビッド・ジョーンズも出演した。『ハワイの若大将』に次いで若大将シリーズでは2作目の海外ロケ作品となった。また本作はシリーズ最多に次ぐ入場動員(380万人)を記録している。

## ストーリー
京南大学スキー部キャプテンの田沼雄一（若大将）は専攻している建築学の論文が認められ、山下教授と共に学会出席のために訪れていたヨーロッパへの招待旅行中、ジュネーヴでの余暇を利用してマッターホルンの麓・ツェルマットへスキーに出かけるが、そこで同じく休暇に来ていたパンナムの現地グランドスタッフ の岸澄子を助けたことで顔見知りとなる。
若大将はウィーンでの滞在中にトニー・ザイラーに会った後、東京までのチケット手配のために立ち寄ったパンナムのローマ支店で澄子に再会し、そこに居合わせたジョーンズ支配人の計らいでツェルマットでのお礼を兼ねて一日ローマ市内でデートする。トレヴィの泉ではスキー全日本学生選手権の優勝を祈念する。
日本へ帰国すると若大将がスキー部の練習に励む一方、同じ建築科の石山新次郎（青大将）はパリでナンパしたフランス人女性（リシェンヌ）が彼を頼って来日すると連絡があったことで頭を痛めていた。青大将は親の反対で自宅に泊めることができず、ホテルでも自分の小遣いが持たないため、若大将の家（田能久）にステイさせてもらえないか懇願する。リシェンヌを迎えにきた若大将と青大将だったが、そこで東京に異動になった澄子と偶然再会する。澄子は若大将の家にリシェンヌが滞在するという話を聞いたことで二人の関係を誤解してしまう。後日若大将は田能久での8ミリ映画の上映に澄子を招待し、誤解も解ける。
やがて若大将・江口ら京南大学スキー部一行は大会を控えて苗場スキー場へ合宿に出発する。澄子も若大将からの電話を受けて上野駅へ見送りに行くが、あと一歩のところで発車には間に合わなかった。そこで澄子は京南大学の悦子が若大将を追いかけて苗場に向かうことを知ると、自分も青大将を利用して車で苗場へ向かう。雪まつりの夜、澄子、悦子の他に、ゲレンデで知り合った知子と相席になる若大将。知子のテーブルに誘われる若大将にやきもちを焼いた澄子は不良の赤田（赤マムシ）とゴーゴーを踊る。
翌日、赤田の案内でスキー部の合宿所に向かう澄子だったが、赤田は道案内を口実に人気のない見張り小屋に澄子を連れ込もうとする。同じく合宿所に向かっていた悦子と青大将が追い付き、澄子を守るために赤田と喧嘩になるが、そこにやってきた若大将が赤田を退ける。若大将は軽率だと澄子に告げるが、連れ込み目的の小屋に知子と2人で現れた事が澄子の心象を損ねてしまう。
合宿を終え、大学に戻った若大将だったが、苗場での一件以来ファイトを無くしてしまう。優勝すれば派遣選手に選ばれ、ヨーロッパの大会に出場できるとハッパをかける江口。澄子を守るために体を張ったことで親密になった青大将は、課題にも力を入れるようになり、澄子に求婚する。澄子からの返事が聞ける約束の日、青大将は若大将に立ち会ってほしいと頼む。澄子の勤めるパンナム東京支店にやってきた二人は一通の手紙を受け取る。澄子は手紙を残し、ウィーンへと転勤してしまったのだった。お互いフラれたなと青大将を元気づける若大将。
そしてついに全日本学生選手権の当日がやってきた。

## エピソード
- 本作の併映（同時上映）は、谷啓主演の『クレージーだよ奇想天外』だが、こちらの作品でも星由里子がヒロインを務めている[3]（ちなみに、脚本も本作と同じく田波靖男）。通常、同時上映される2作品は同時期に撮影されている場合が多く、このように二本立て興行でヒロインが同一というのは珍しい例である。なお、この『アルプス』と『奇想天外』の二本立て興行収入は、1966年の東宝映画の興行でトップであった。
- トニー・ザイラーの出演に関しては、当初はトニーに出演を依頼すべく東宝が動いていたが、アポイントが取れず諦めていたところ、撮影でスイスに着いたら偶然トニー本人に出くわし、その場で依頼したところ、チョイ役とはいえ急遽特別出演が実現したという奇跡のような逸話が残っている。
- デビッド・ジョーンズは、パンアメリカン航空の極東地区支配人で、大相撲本場所で優勝力士に表彰状を手渡す外国人として有名だった。澄子の上司として出演し、劇中のテレビでも「ヒョーショージョー」が見られる。
- 田能久にホームステイする役のイーデス・ハンソンは、当時、関西弁を喋る外国人タレントとして人気だったが、本作では終始標準語を通している。また、イーデス本人はアメリカ籍なのだが、本作の役柄はフランス人であった。

## ロケ地
- ツェルマット
- ウィーン - インターコンチネンタルホテル前
- ローマ - コロッセオ、サンピエトロ寺院、スペイン広場、フォロ・ロマーノ、トレビの泉
- 浅草 - 田能久の所在地として
- 苗場スキー場
- よみうりランド - エバースノースキー場
- 三菱商事本社ビル - パンナム東京支店
- 東京プリンスホテル
- 上野駅
- 日本大学文理学部 - 京南大学

## 挿入曲
- 「君といつまでも」 ※途中のセリフについて、青大将に「なかなかやるじゃね〜か！」と突っ込まれる。
- 「蒼い星くず」 ※苗場のホテルでブルージーンズをバックに歌う。
- 「夕陽は赤く」 ※田能久での久太郎とリシェンヌのシーンのBGMに使用される。
- 「ブライト・ホーン」 ※イタリアでの雄一と澄子のデートのシーンで使用される。
- 「ランニング・ドンキー」 ※スキー部のコンパで唄われる。
- 「モンテ・ローザ」 ※モンテ・ローザをバックに歌う。歌の終了と同時に加山が足を取られて転倒するが、そのまま収録された。
- 「クレイジー・ドライビング（インストルメンタル）」 ※「蒼い星くず」に続いて苗場のホテルのシーンで使用される。

## パンナムでヨーロッパへ？
今の時代なら「ヨーロッパへのフライトになんで日本・アジアまたは欧州系の航空会社を使わないんだ？」というツッコミが入るかもしれないが、当時は国際的な航空連合がなく、大手の航空会社では世界の主要都市を経由する世界一周路線を運航しており、当時の日本航空はもちろんのこと、パンアメリカン航空とて例外ではなかった。また当時の主力機材がボーイング707だったこと、アメリカ合衆国とロシア（ソビエト社会主義共和国連邦）は冷戦まっただ中で現在のシベリア経由は不可能だったことを考えると、劇中ではこの世界一周路線か、アンカレジ経由でヨーロッパへ飛んだ可能性が考えられる。
なお若大将シリーズでは学生編の海外ロケ作品でパンナムがスポンサーについていたが、パンナムを利用して南北アメリカ以外へ渡航した作品は『レッツゴー!若大将』の香港、『南太平洋の若大将』のタヒチがある。